# Pentaphylloides floribunda
Dasiphora fruticosa là loài thực vật có hoa trong họ Hoa hồng. Loài này được Á. Löve mô tả khoa học đầu tiên.

## Hình ảnh

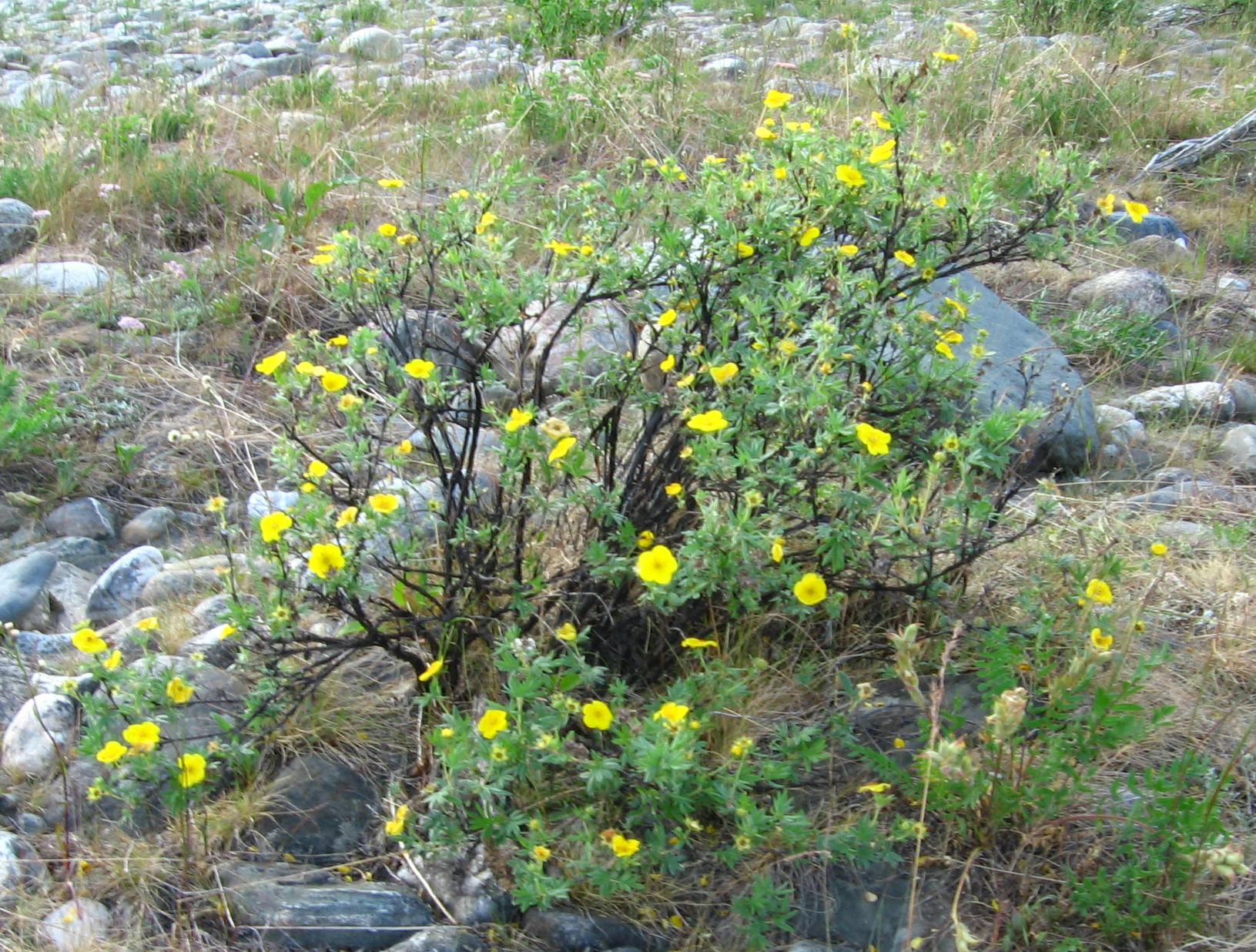
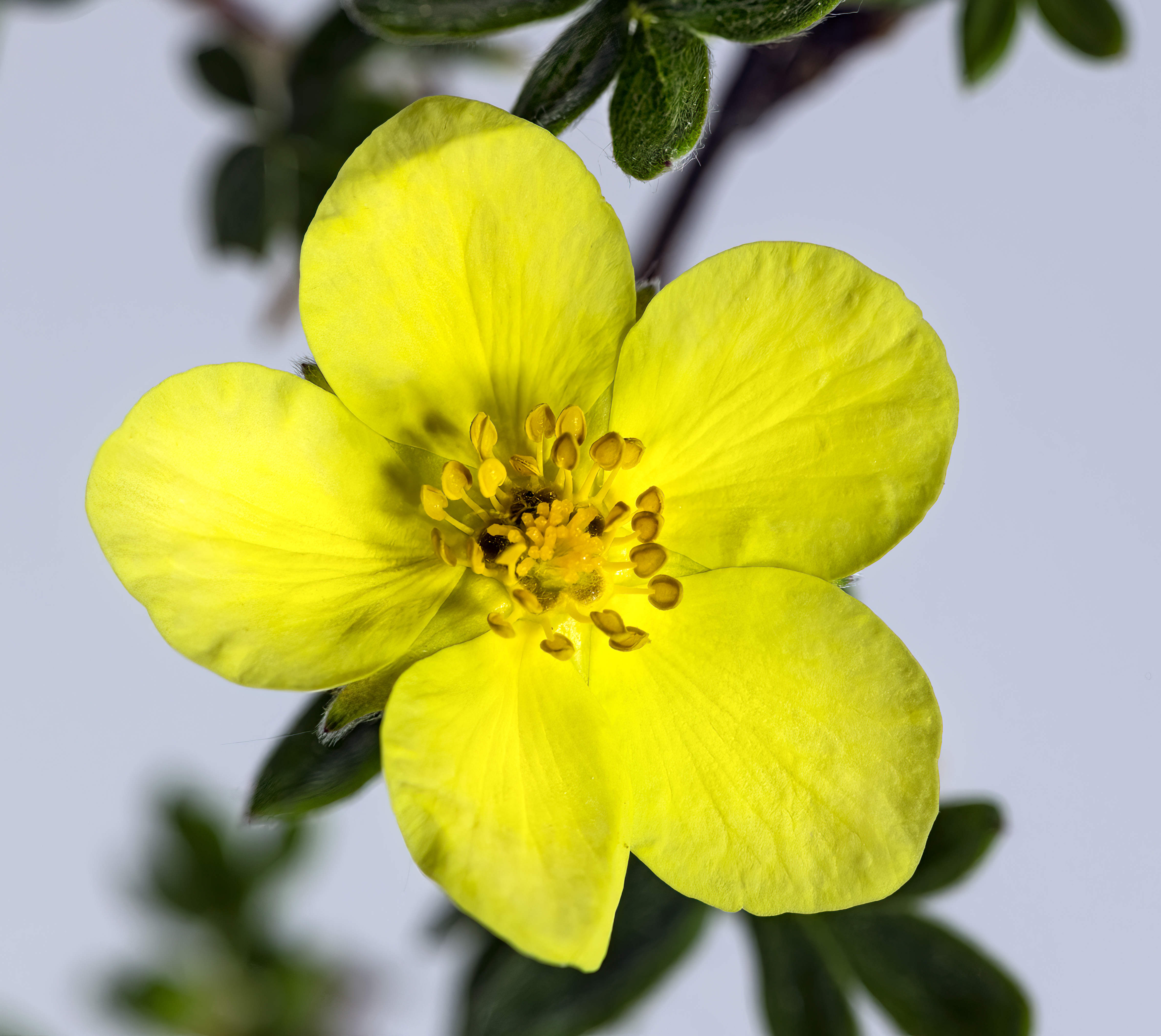
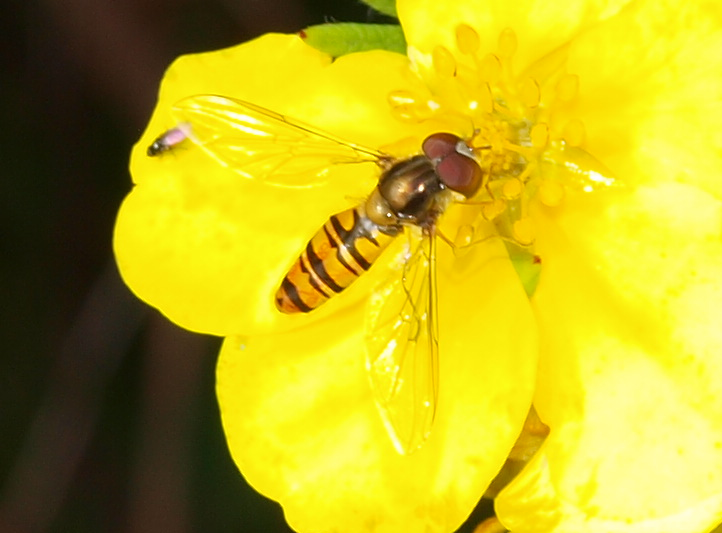
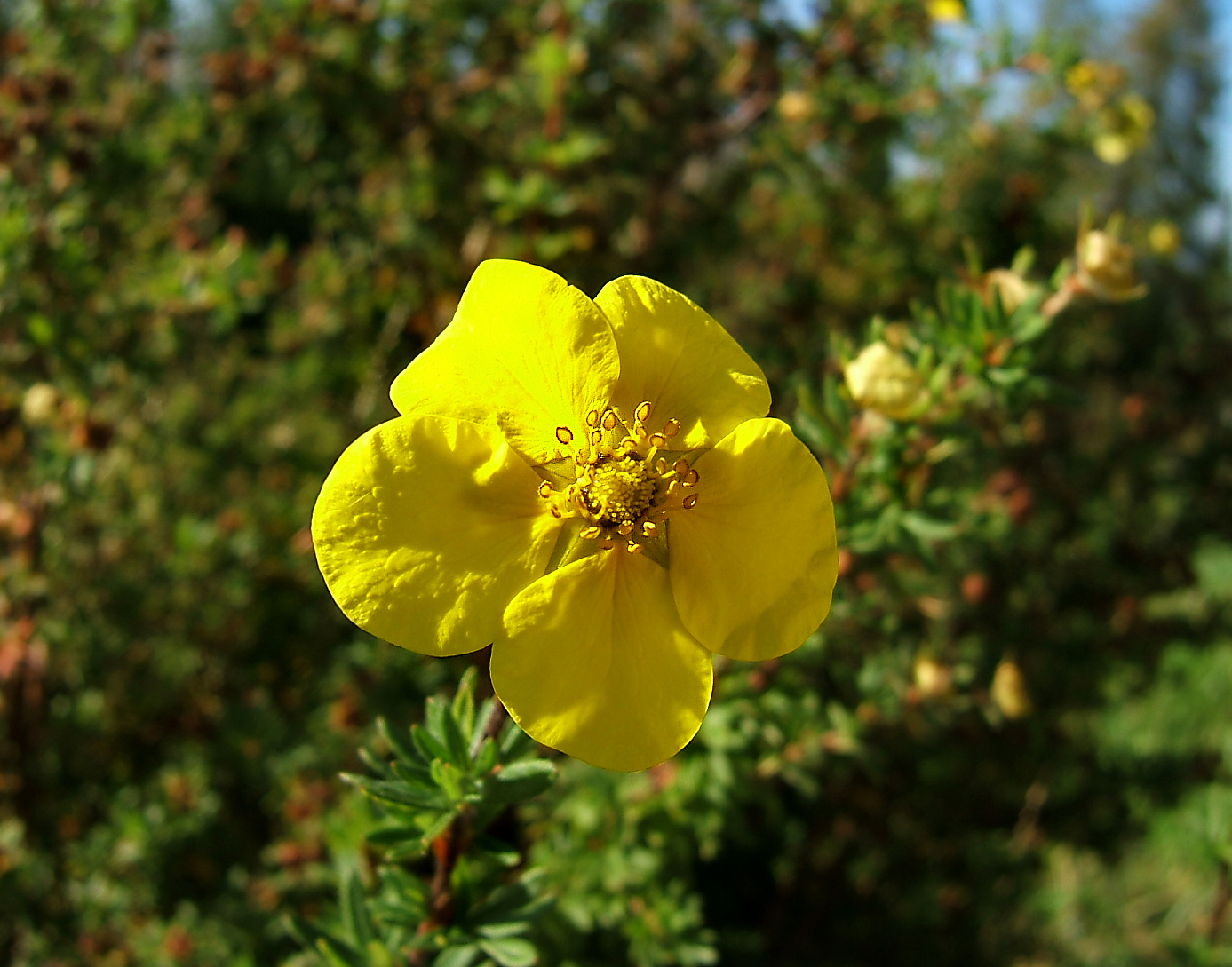
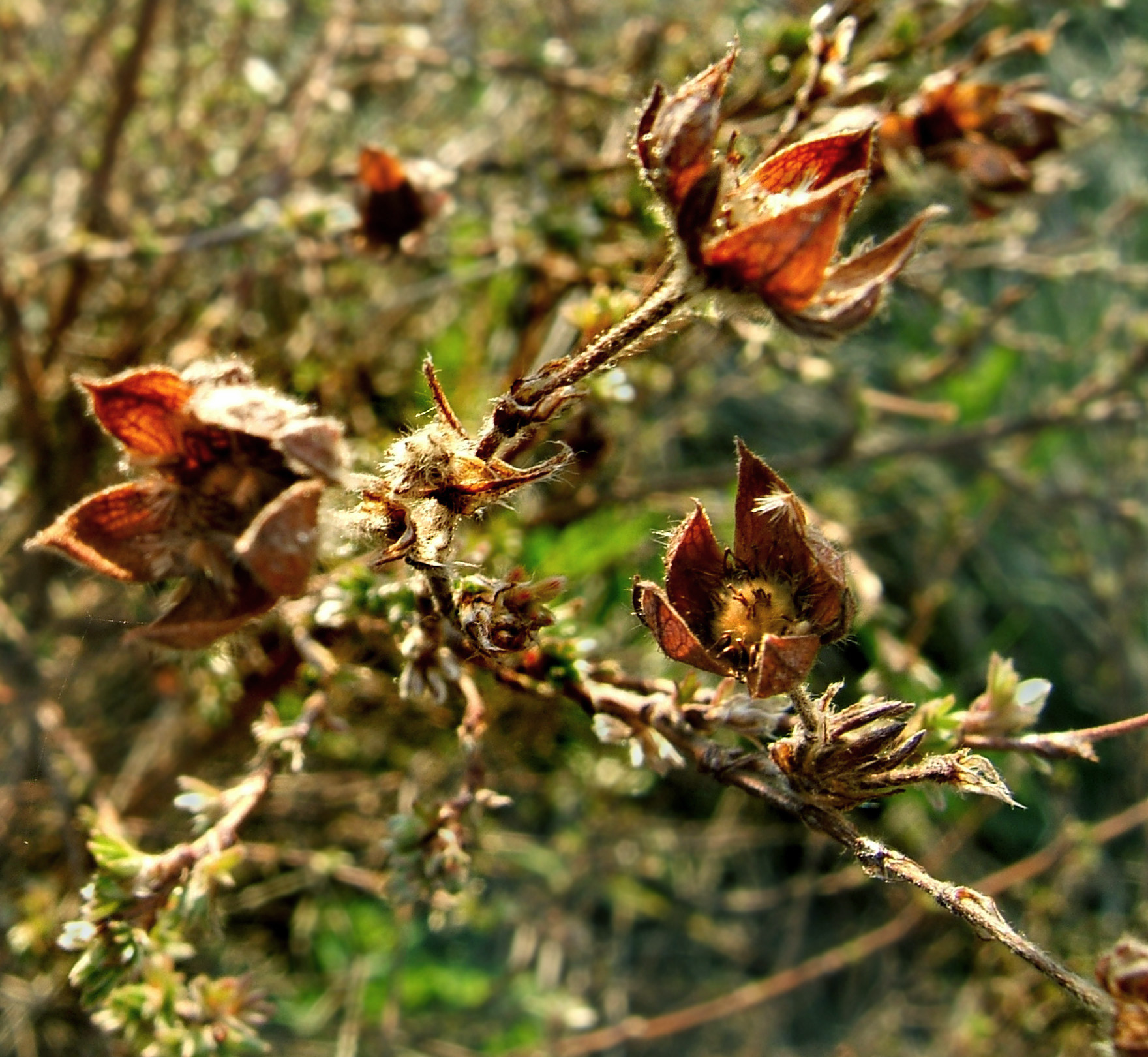